# عالمگیر حسن
عالمگیر حسن (بنگالی: আলমগীর হাসান؛ زادهٔ ۳ اکتبر ۱۹۷۰) بازیکن فوتبال اهل بنگلادش بود.
وی همچنین در تیم‌های ملی فوتبال زیر ۲۳ سال بنگلادش و بنگلادش بازی کرده است.
وی در مسابقات کشوری و بین‌المللی در مجموع برندهٔ ۱ مدال نقره شده است.